# Iodur de magnesi
El iodur de magnesi, MgI₂, és un compost inorgànic iònic format per cations magnesi, Mg2+, i anions iodur, I–. Es presenta en forma de cristalls blancs, que són molt higroscòpics, per la qual cosa forma hidrats: el iodur de magnesi hexahidratat, MgI₂·6H₂O i el iodur de magnesi octahidratat, MgI₂·8H₂O. La seva estructura cristal·lina és hexagonal, tipus iodur de cadmi, per l'anhidre; monoclínica per l'hexahidrat; i ortoròmbica per l'octahidrat. És molt soluble en aigua i soluble en etanol. En l'atmosfera es descompon donant iode, I₂, que es reconeix per la coloració marró i òxid de magnesi, MgO.

## Preparació
Es pot preparar per reacció directa entre el magnesi i el iode escalfant:
Mg + I₂ → MgI₂
També es pot preparar de les següents maneres, totes per reacció amb l'àcid iodhídric:
- A partir l'òxid de magnesi:

MgO + 2HI → MgI₂ + H₂O
- A partir de l'hidròxid de magnesi:

Mg(OH)₂ + 2HI → MgI₂ + 2H₂O
- A partir del carbonat de magnesi:

MgCO₃ + 2HI → MgI₂ + CO₂ + H₂O

## Aplicacions
El iodur de magnesi s'empra principalment en síntesi orgànica.